# Königsberger Hafen

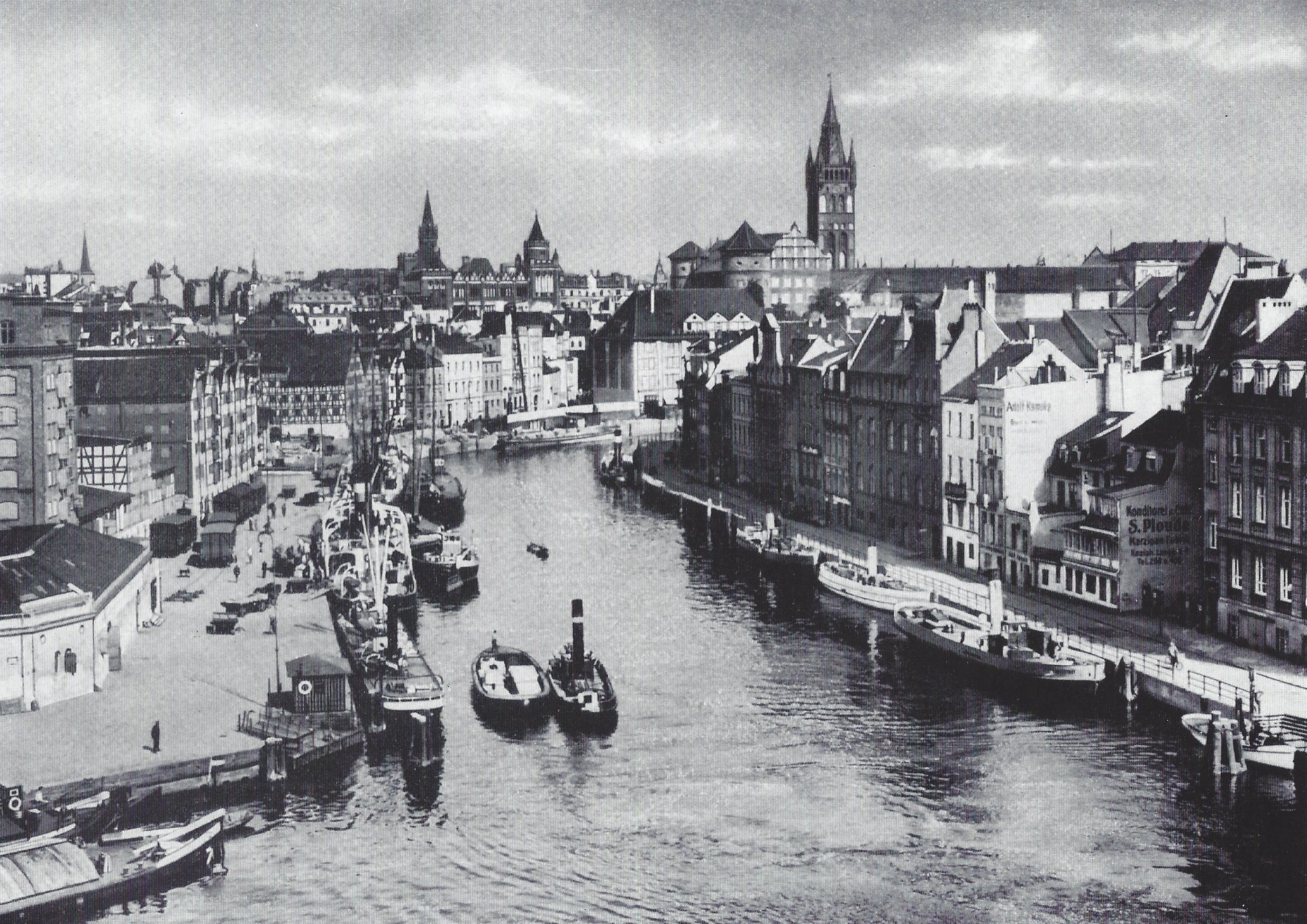
Hundegatt – der alte Hafen am neuen Pregel in Königsberg

Der eigentliche Königsberger Hafen entstand 1902, als der Bau des Innenhafens begonnen wurde. Bis dahin diente der Flusslauf des Pregels mit seinen beiden Armen der Stadt Königsberg als Hafenplatz. Nach dem Ersten Weltkrieg wurden im Westen der Stadt drei neue Hafenbecken gebaut.

## Innerstädtischer Hafen

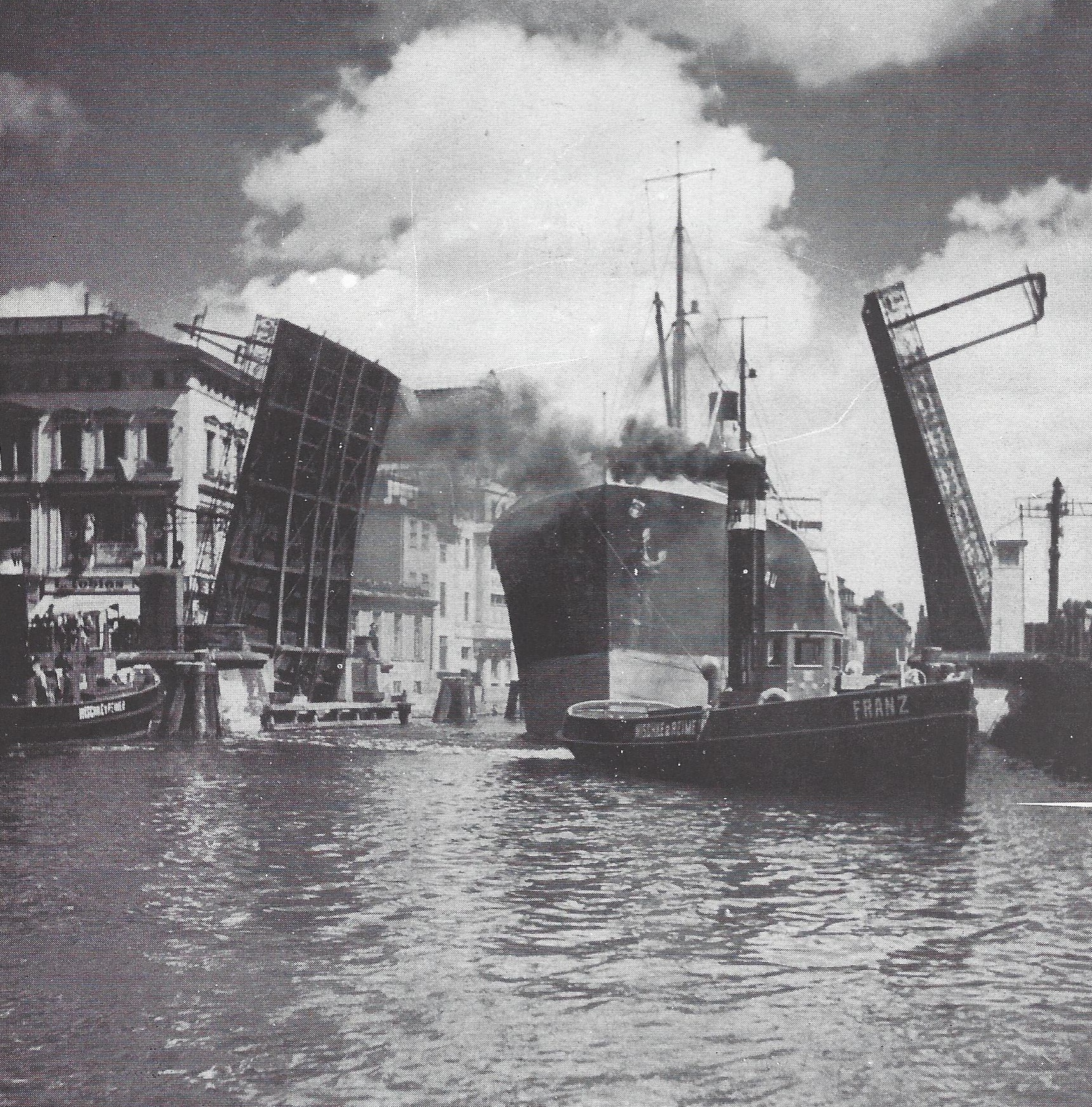
Krämerbrücke in der Stadtmitte

Überregionale Bedeutung erlangte der Königsberger Hafen bereits im Mittelalter. Der Deutsche Orden handelte nicht nur mit Bernstein, Kupfer, Wachs und Pelzwerk, mit Getreide und Holz durch die Großschäffer in Königsberg, sondern war auch eines der größten Handelsunternehmen seiner Zeit. Dagegen gehörte der Handel der Städte zur Hanse. Altstadt (Königsberg) war ihr schon 1339 beigetreten, Kneiphof später. Löbenicht hatte der Hanse nur vorübergehend angehört. Gehandelt wurde mit Heringen, Holz, Asche, Teer, Pelzen, Flachs gegen Speise- und Pökelsalz, Tuche, Reis und Wein. 1365 gab Hochmeister Winrich von Kniprode das Stapelrecht, das 1518 durch Hochmeister Albrecht bestätigt wurde. 1526 öffnete Gustav I. Wasa den Königsbergern alle schwedischen Häfen. 1566 wollten die Königsberger die jüdischen Kaufleute dulden, wenn sie ihre Waren nicht speicherten. 1608 kamen 614 holländische Schiffe mit Salz und Getreide nach Königsberg. 1623 wurden 500.000 Scheffel Getreide exportiert. 1772 wurde der Salzhandel  das Vorrecht der Salzverfrachter der neuen (preußischen) Seehandlungsgesellschaft. 1782 bestätigte Friedrich II. das Stapelrecht. 1784 brachte der Export von 3 Millionen Scheffel Getreide 400.000 Taler. Der Krimkrieg brachte 1855 einen Handelsaufschwung.
1866 gab es in Königsberg die Getreideexportfirmen Fr. Laubmeyer, Riebensahm & Biehler und Gicycki & Schröter. Letztere betrieb zugleich Herings- und Eisenhandel. Es gab sechs Großhandlungen für Indigo und sieben für Tee. 1880 wurden 227.000 Zentner Tee gehandelt. Durch die Handelsverträge mit dem Russischen Kaiserreich (1894) wurde Königsberg größter Durchgangshafen und Welthandelsplatz für Linsen. 1895 belief sich der seewärtige Import auf 447.309 Tonnen auf 1503 Dampfern und 712 Segelschiffen. Der seewärtige Export betrug 610.324 Tonnen auf 1478 Dampfern und 694 Segelschiffen. Demgegenüber kam die Eisenbahn auf 734.886 Tonnen Einfuhr und 364.153 Tonnen Ausfuhr. 1897 kostete die Tonne Roggen 115 Mark (1871), die Tonne Kartoffeln 62,50 Mark. 1904 wurde das Kaufmannsgericht gegründet. 1930 war Königsberg wieder Welthandelsplatz für Hülsenfrüchte. 1932 betrug der seewärtige Güterumschlag 1,7 Millionen Tonnen, der Eisenbahn-Güterumschlag 1,2 Millionen Tonnen. 1938 betrug der seewärtige Güterumschlag 4,6 Millionen Tonnen, bei der Bahn 2,6 Millionen Tonnen.

### Schiffsverkehr
1730 liefen 872 Schiffe in Königsberg ein. Im Jahre 1800 liefen 684 Schiffe aus. 1811 wurden die Hafenanlagen der Königsberger Kaufmannschaft übertragen. 1828 lief die in Elbing gebaute Copernicus als erstes Dampfschiff Königsberg an. 1839 verkehrte das Dampfboot Anna Henriette und 1840 die Gazelle regelmäßig zwischen Königsberg i. Pr., Pillau und Danzig. Zwischen Königsberg und Tilsit fuhr 1855 das erste eiserne Dampfschiff Schnell. Der Verein für die Rettung Schiffbrüchiger wurde 1866 von Karl Heinrich Burow und Robert Kleyenstüber gegründet. Das in Pillau stationierte Motorrettungsschiff wurde „Konsul Kleyenstüber“ benannt. 1872 wurden 3741 Schiffe im Hafen gelöscht. 1882 verkehrte die die erste Dampfschifffähre über den Pregel. 1901 wurde der Königsberger Seekanal eröffnet. 1904 wurde die Werfthalle gebaut und der ausgebaute Innenhafen eröffnet. 1917 mussten die Bauten zur Hafenerweiterung eingestellt werden. Dem Seehandel Königsbergs dienten die Lastadie am Hundegatt und der Seehafen in Pillau. Noch heute findet man in anderen Hansestädten zahlreiche Hinweise auf die alte Verbindung, beispielsweise im Hamburger Rathaus. Mitten in der Stadt, am altstädtischen Pregelufer, lag der Fischmarkt, den Segelkähne mit Fang aus dem Frischen Haff belieferten. Besondere Bedeutung hatte die Reederei Robert Meyhoefer.

### Sackträger

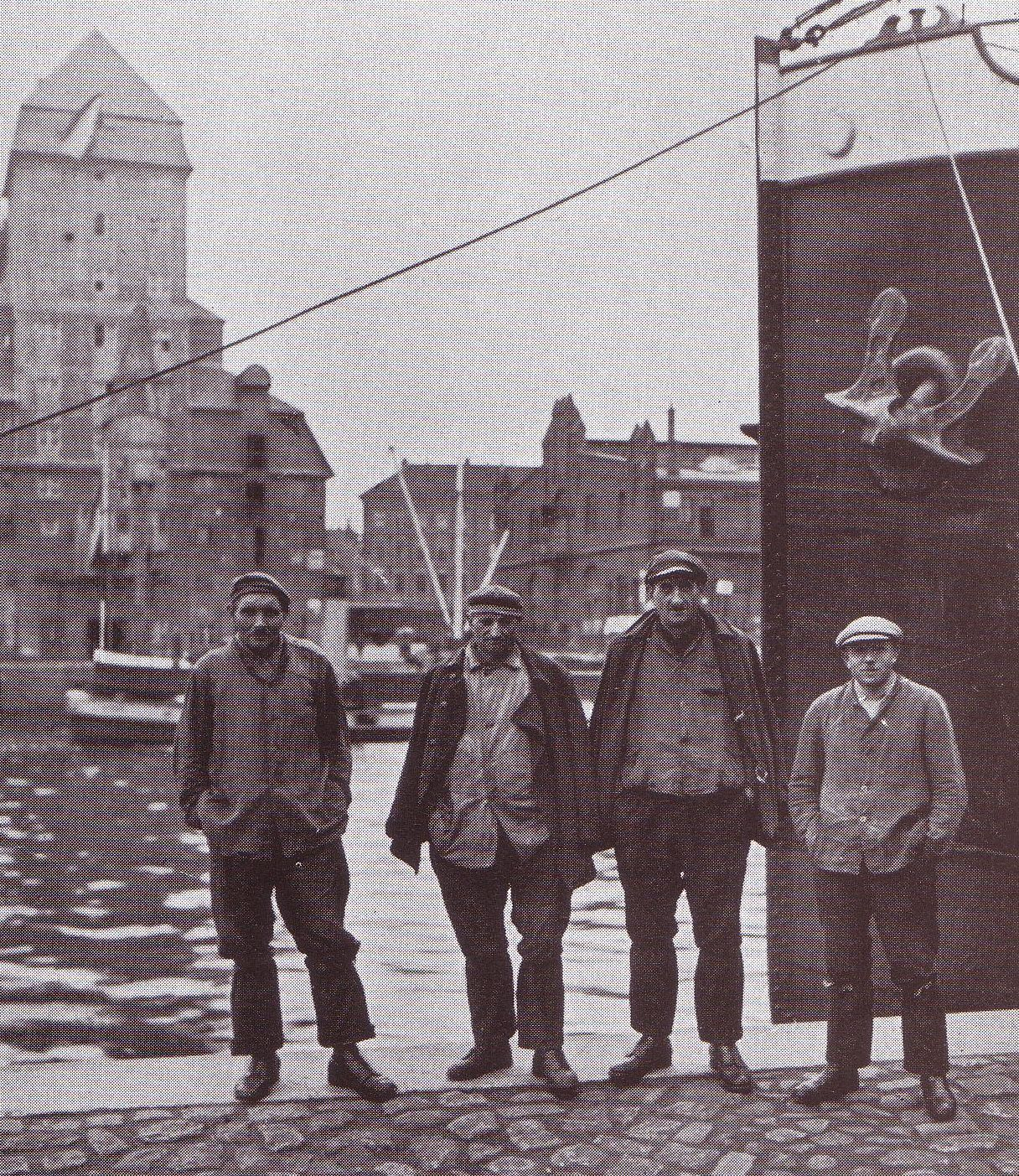
Sackträger mit Krätzchen

Als Schauerleute nahmen die Sackträger auf der Lastadie eine Sonderstellung ein. Sie unterstanden dem Trägeramt der Kaufmannschaft, waren Freiarbeiter und wurden verhältnismäßig hoch bezahlt. Es war keine Kleinigkeit, tagaus tagein Zweizentnersäcke auf den Schultern die steilen Leitern der Dampfer hinauf und zu den Rollenaufzügen der Speicher zu tragen. Wer nicht mithalten konnte, schied von selbst aus. Sie bildeten Riegen von zehn bis sechzehn Mann unter einem Vormann. Sie hatten die blauen Leinenhosen gegen den Staub über den Knien abgebunden, trugen gemusterte Hemden und auf dem Kopf das Krätzchen; denn nicht selten waren diese Riesen Soldaten gewesen. Das Haus der Stauer für den gesamten Hafenbetrieb war in der Friedrichsburgstraße 19, neben der alten Festung Groß Friedrichsburg.

## Neue Hafenanlagen für die „Insel Ostpreußen“

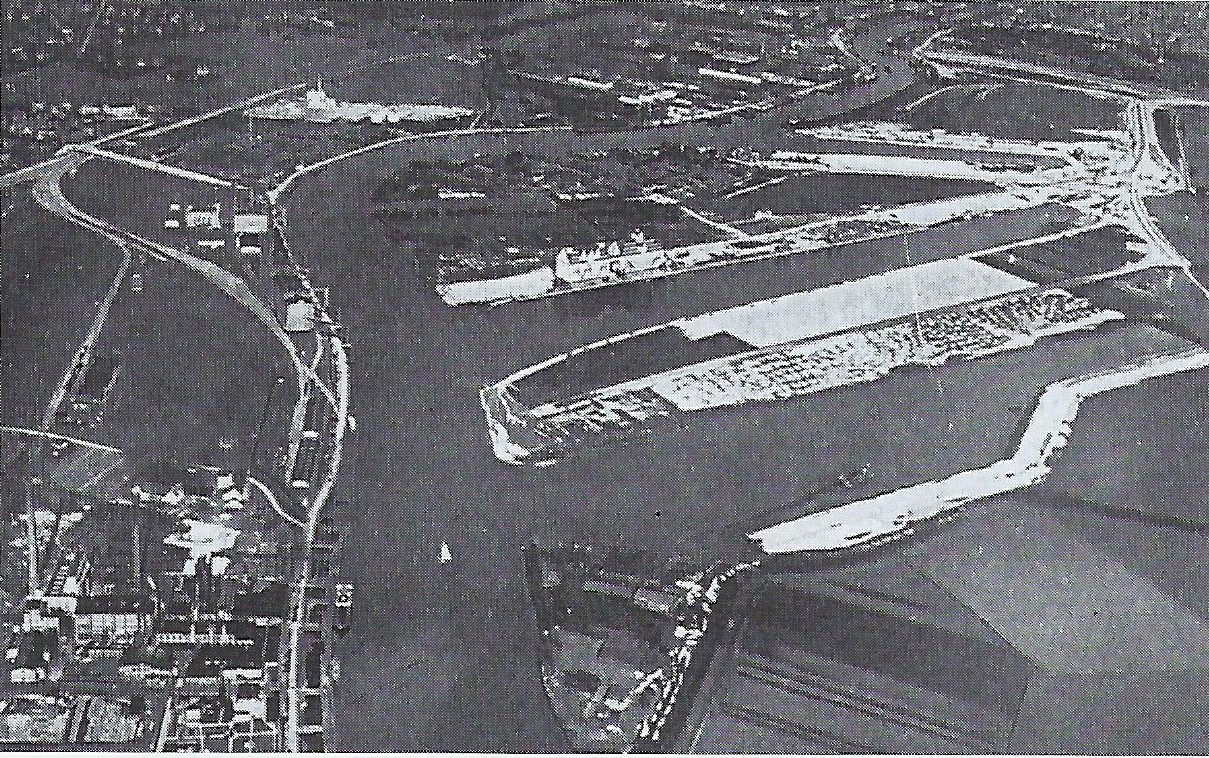
Industriehafen und Holzhafen am Pregel

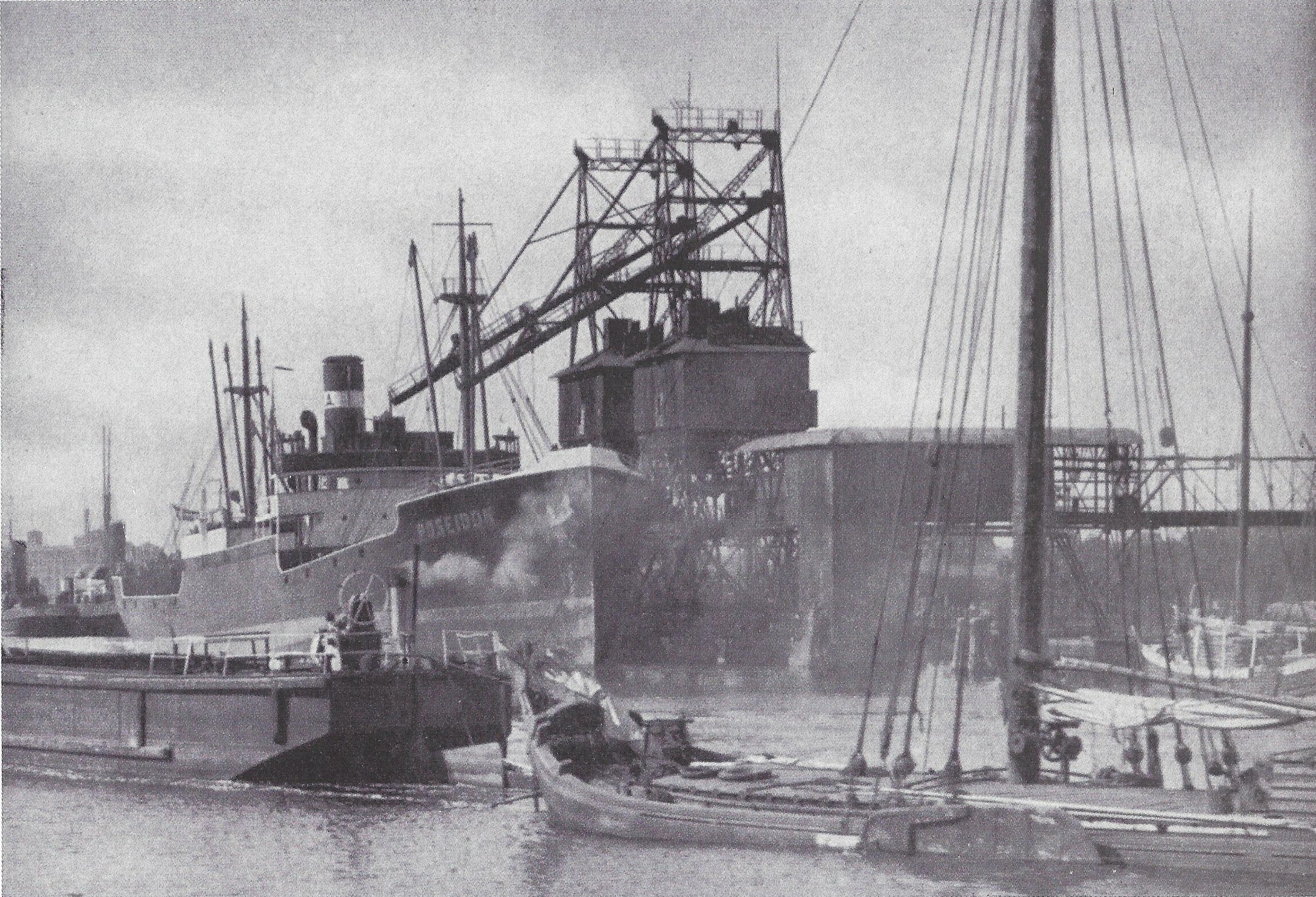
Umschlag

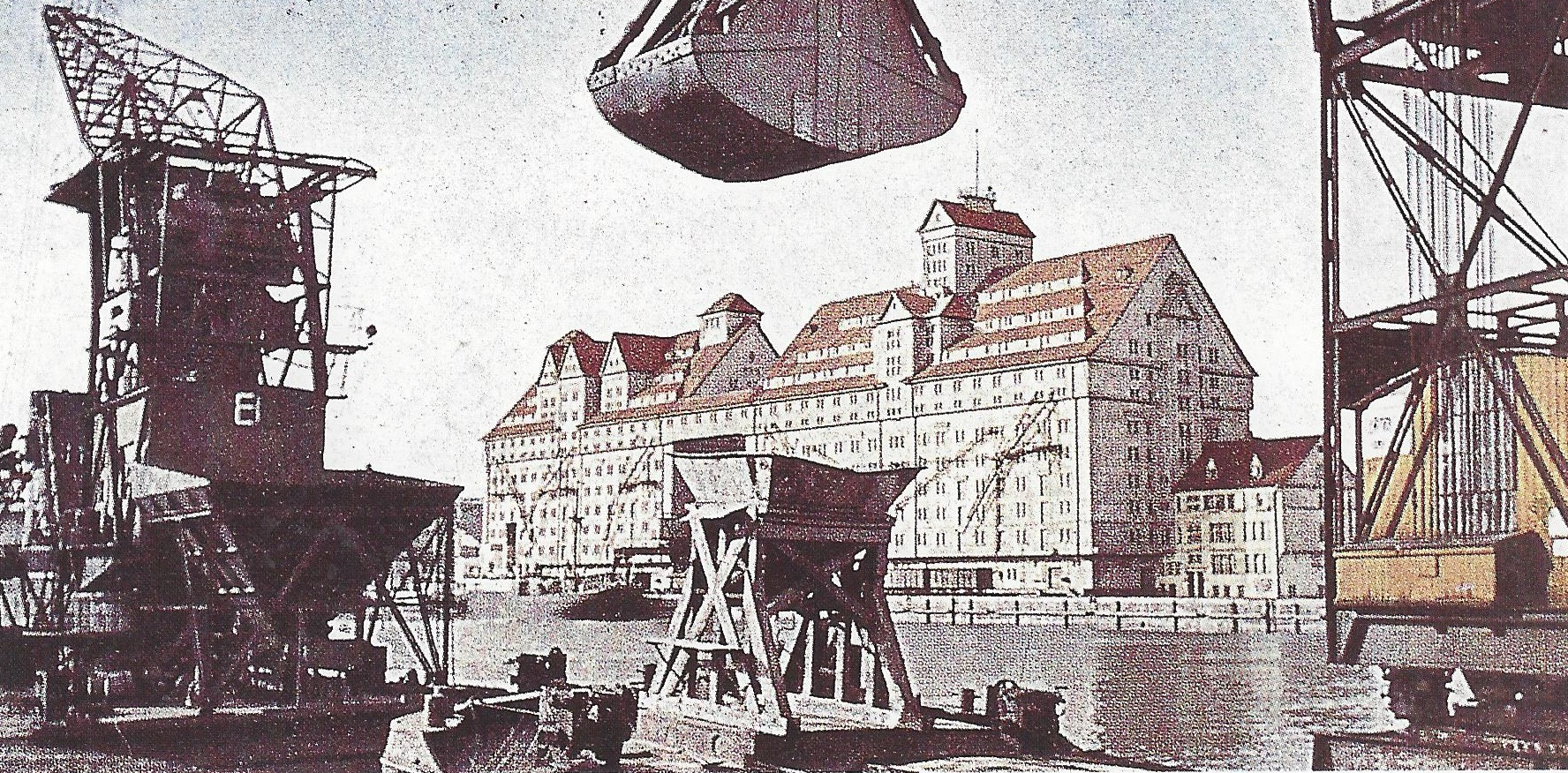
Gruppen- und Turmspeicher im Industriehafen

Die Abtrennung Ostpreußens vom deutschen Reichsgebiet nach dem Friedensvertrag von Versailles machte den Ausbau des Königsberger Hafens zum Hochseehafen erforderlich. In Contienen wurden drei Hafenbecken geschaffen, der Handelshafen, der Industriehafen und der Holzhafen. Für die „Insel Ostpreußen“ waren der See- und Luftverkehr zum übrigen Reichsgebiet von 1920 bis zum Überfall auf Polen ein wichtiger Faktor des wirtschaftlichen Lebens. 1921 begann der Hafenausbau mit den neuen Industrie- und Handelsbecken am Unterlauf des Pregels. Die Pläne waren von Stadtbaurat Cornelius Kutschke (1877–1968). Hans Lohmeyer eröffnete den neuen Hafen im Jahr der Königsberger Kant-Feier (1924). Die Kaitiefe betrug 8 m. Die Kaimauern waren 7,8 km lang. Der Speicherraum belief sich auf 100.000 m3. 1930 hatte Königsberg den modernsten Ostseehafen. 1938 war der Verkehr auf 4210 Schiffe angewachsen. Der letzte Hafendirektor war Marjan Schultz.
1924 wurde am Unterlauf des Pregels ein neues Seehafenbecken angelegt. Der maßgebliche Grund dafür war der Polnische Korridor mit seinen schleppenden, störanfälligen Grenzabfertigungen. Von einem reinen Flusshafen (Pregel) wurde er nun einer der modernsten Seehäfen der Ostsee. Es entstanden drei moderne Hafenbecken nebst Lagergebäuden und modernen Verladeanlagen. Das neue Hafenbecken III diente mit seinen flachen Lagerhallen dem Stückgutverkehr und erhielt an der Westseite 1939/40 einen Getreidespeicher. Das Hafenbecken IV, an dem der größte Getreidespeicher Europas entstand, diente ausschließlich dem Getreidehandel, das ganz im Westen gelegene Hafenbecken V dem Holzhandel. Der neue Hafen verfügte nunmehr über fast 8 km Kaimauern, 160.000 m2 Schuppen- und Speicherraum, ein Kühlhaus, Tankanlagen, 30 mechanische Kräne und einen Hafenbahnhof. Durch eine weitere Vertiefung des Seekanals im Jahre 1930 um acht Meter war auch die seewärtige Verbindung des Hafenplatzes Königsberg entscheidend verbessert worden. Die Fahrrinne wurde selbst im strengsten Winter von Eisbrechern ständig offen gehalten. Der Hafen galt in den 1930er Jahren als der modernste Hafen der Ostsee mit 4210 gelöschten Schiffen 1938. Dennoch konnten nach wie vor Seeschiffe bis 3000 BRT auf dem neuen Pregel quer durch die ganze Innenstadt bis zur Feldmühle Sackheim fahren. Der alte Pregel war bis zu den holzverarbeitenden Fabriken am Viehmarkt für Hochseeschiffe erreichbar, aber auch Gemüsekähne aus der Elchniederung wurden am Fischmarkt und am Junkergarten gelöscht.
Ein besonderer Vorzug des Königsberger Hafens gegenüber den weiter nordöstlich gelegenen Häfen war seine „Eisfreiheit“, d. h. der Hafen war auch im Winter erreich- und befahrbar. Der neue Königsberger Handels-, Industrie-, Holz- und Freihafen, der fünf große Hafenbecken umfasste, galt mit seinen modernen Getreidespeichern (der größte in Europa), die einen schnellen maschinellen Umschlag, eine Reinigung, Veredelung und Umstapelung des Getreides ermöglichten, als der modernste Hafen der Ostsee. Der Umschlag des Seeverkehrs belief sich 1938 auf 3,9 Mio. Tonnen, der Umschlag des Binnenwasserverkehrs von Pregel, Deime, Großem Friedrichsgraben, Kurischem Haff, Memel und den Masurischen Kanälen auf 3400 Kähne mit 950.000 Tonnen.

## Pillau
Für die Passagierschiffe war Pillau der Anlaufpunkt. Die Ostpreußische Operation (1945) zwang Hunderttausende zur Flucht über Pillau.